# Ciało kolegialne
Organ kolegialny (ciało kolegialne) – wieloosobowa, zorganizowana instytucja utworzona na podstawie prawa, wspólnie podejmująca decyzje i solidarnie ponosząca odpowiedzialność.
Organy kolegialne są tworzone w dziedzinach, w których potrzebne jest spojrzenie na problemy z różnych perspektyw, godzenie sprzecznych interesów lub podejmowanie istotnych, precedensowych decyzji.
Przykładami ciał kolegialnych są rada nadzorcza, zarząd, Rada Polityki Pieniężnej.